# Pierre L’Enfant

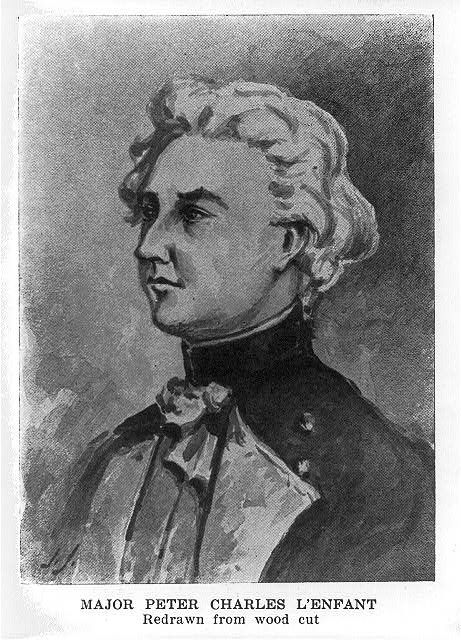
Pierre Charles L’Enfant

Pierre Charles L’Enfant (* 2. August 1754 in Paris; † 14. Juni 1825 in Prince George’s County, Maryland) war ein französischer Künstler, Wissenschaftler und der Stadtplaner von Washington, D.C.

## Leben
Von 1771 bis 1776 studierte Pierre L’Enfant unter seinem Vater Kunst an der Académie royale de peinture et de sculpture in Paris. Im Alter von 22 Jahren entschied er sich, mit dem Marquis Marie-Joseph Lafayette in die „Neue Welt“ zu gehen.

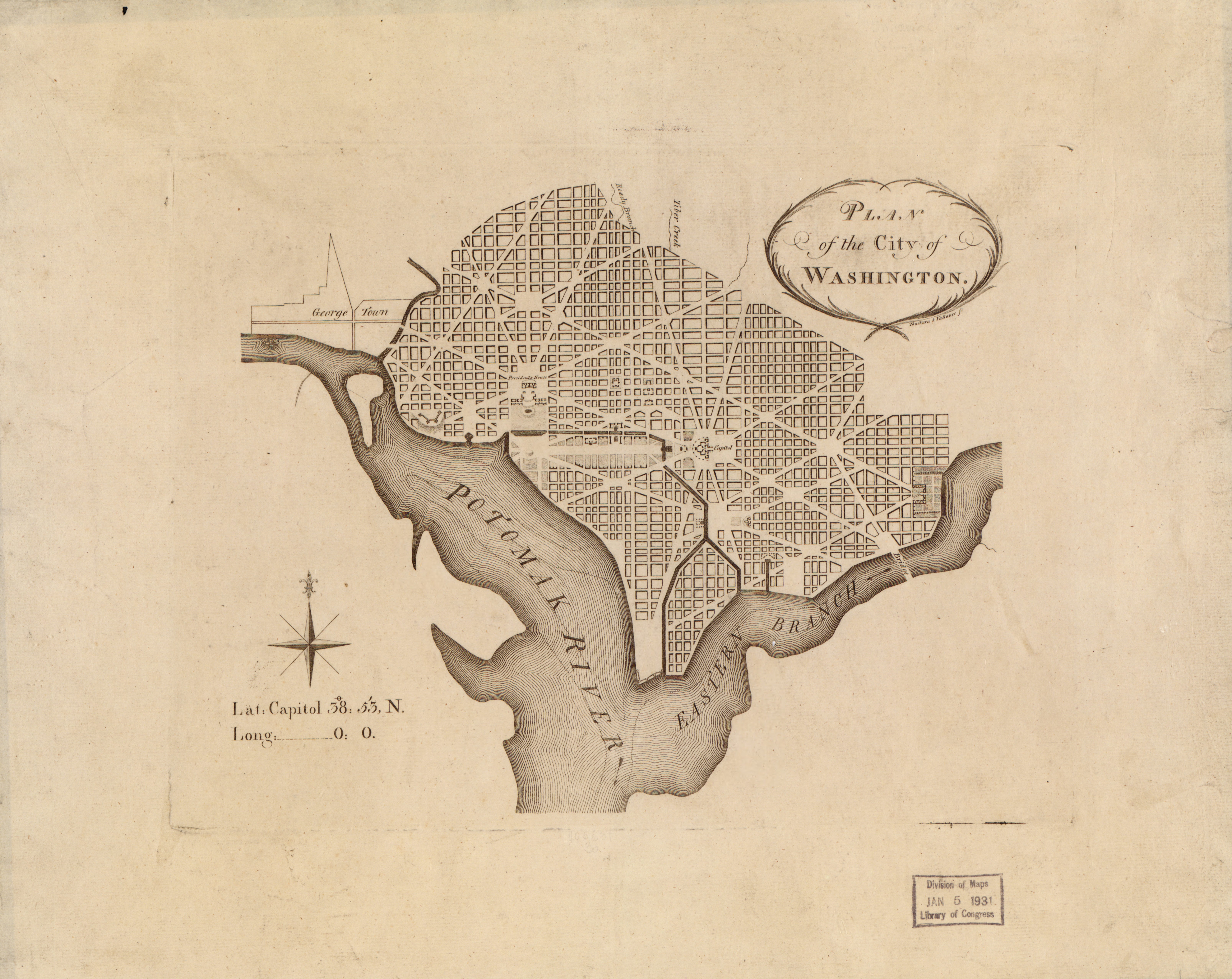
L’Enfant-Plan, 1792

Nachdem er 1777 in den heutigen Vereinigten Staaten angekommen war, meldete er sich erst als Freiwilliger und diente später als Major während des Amerikanischen Unabhängigkeitskriegs. Während dieses Krieges freundete er sich mit George Washington an. So kam es, dass Washington 1791 mit der Bitte an ihn herantrat, auf einem 10 × 10 Meilen großen Gelände die neue Hauptstadt zu entwerfen. L’Enfant nahm diesen Auftrag an und präsentierte dem Präsidenten den Stadtplan am 19. August 1791. Dieser Plan, der Vorentwürfe von Außenminister Thomas Jefferson berücksichtigte, wurde 1792 veröffentlicht. Sein städtebauliches Konzept aus Monumentalachsen, die als Diagonalen ein rechtwinkliges Raster überschneiden und auf Monumentalbauten ausgerichtet sind, folgt barock-frühklassizistischen Vorbildern aus Europa, insbesondere den Plänen für Versailles und Paris, die ihrerseits von strahlen- bzw. fächerförmigen Grundrissen für Jagdparks und der Stadtplanung unter Papst Sixtus V. im Rom der Renaissance inspiriert sind.

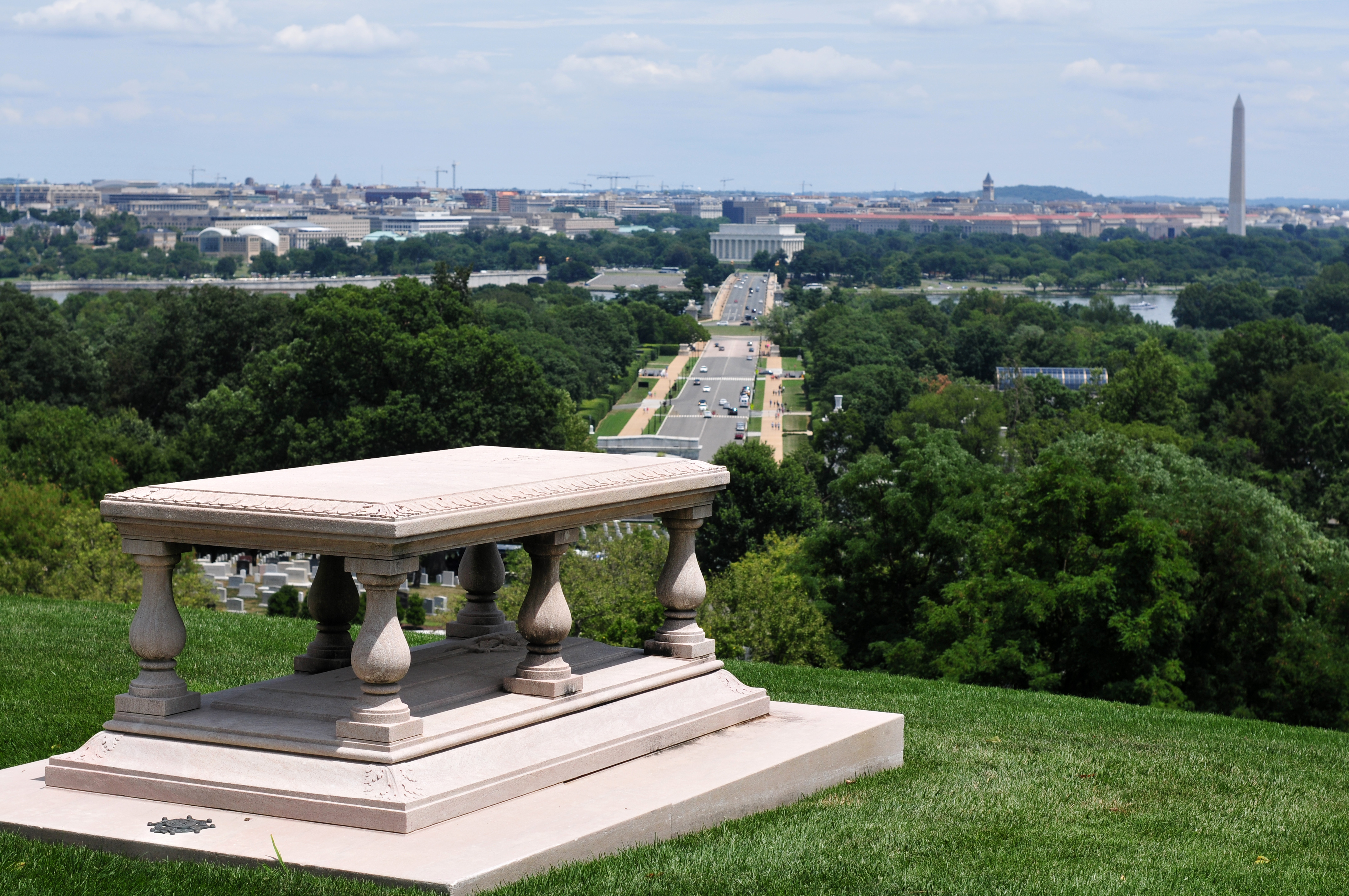
L’Enfants Grab auf dem Nationalfriedhof Arlington, Virginia, mit Blick auf Washington, D.C.

Der Architekt wurde als Held gefeiert, allerdings trat dieser nach Differenzen mit dem Bauleiter schon 1792 von dem Projekt zurück. Daraufhin führte der Vermessungsingenieur Andrew Ellicott die Planungen fort. Die Stadt Washington, D.C. wurde weitestgehend nach L’Enfants Plänen gebaut, während der Schöpfer ihres Grundrisses bis an sein Lebensende vor mehreren Gerichten um eine angemessene Rente kämpfte. Pierre L’Enfant starb als ein verarmter Mann. Erst nach seinem Tod besann man sich seiner Taten und baute ihm ein Denkmal. Seine sterblichen Überreste wurden exhumiert und auf dem Nationalfriedhof Arlington beigesetzt.